# Beechcraft 1900
Beechcraft 1900 — американский турбовинтовой самолёт, 19-местный авиалайнер для местных линий. Разработан на основе самолётов семейства Beechcraft King Air. Серийно производился в 1982—2002, выпущено 695 самолётов в нескольких модификациях. Широко используется как региональный и административный самолёт, существуют пассажирские и грузовые модификации.

## Конструкция самолёта

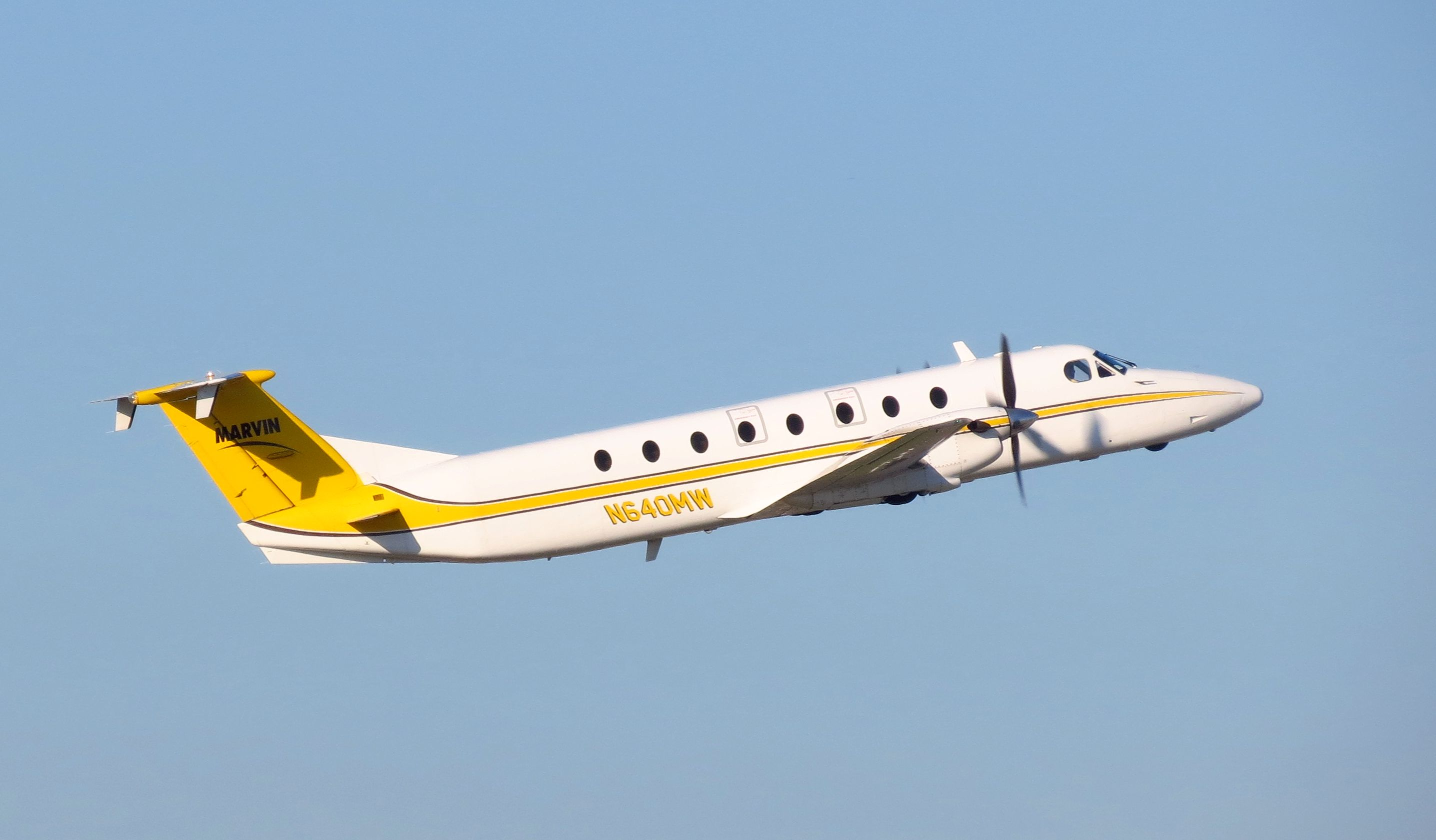

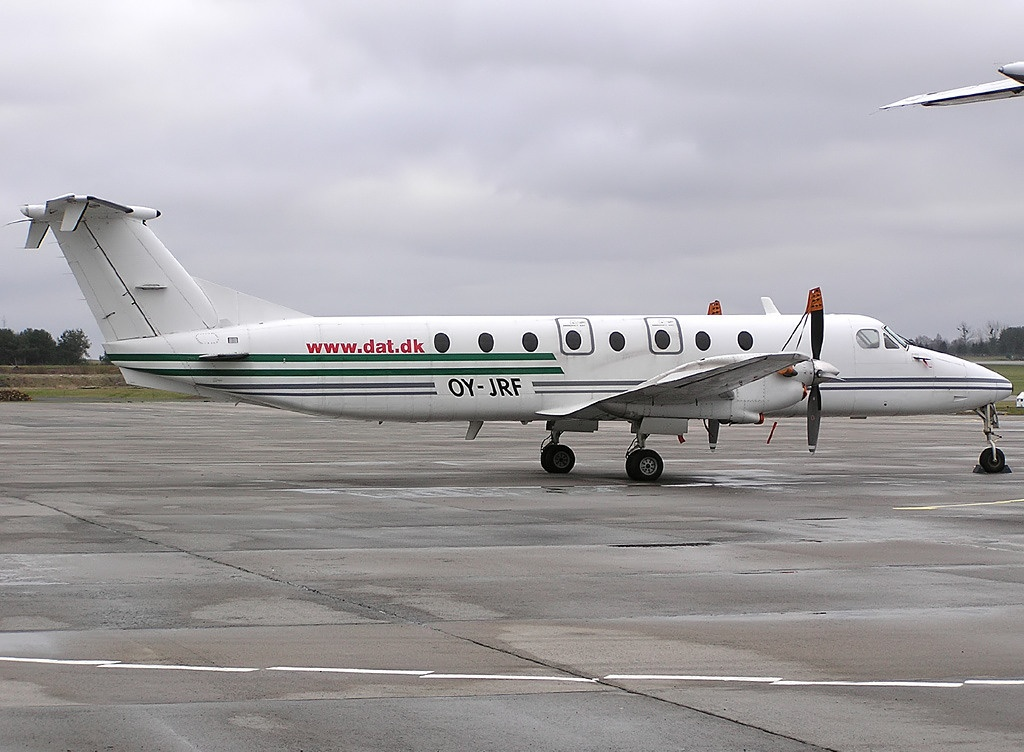

Самолёт разработан компанией Beechcraft на основе предыдущей модели Super King Air, и является, по сути, удлиненной и глубоко переработанной версией последнего. Первый полет прототипа выполнен 3 сентября 1982 года, сертификат типа получен в ноябре 1983 года. Первые самолёты поступили в эксплуатацию в 1985 году. Серийное производство продолжалось до 2002 года.
Основные производственные серии:
1900С — модель с кессонными топливными баками в крыле.
1900D (с 1991) — переработан дизайн салона (более высокий потолок), установлены более мощные двигатели, другие пропеллеры, изменена конструкция крыла.

## Эксплуатация
Самолёт широко эксплуатируется авиаперевозчиками на местных региональных линиях. Обладая хорошими взлетно- посадочными характеристиками, самолёт пригоден для эксплуатации с коротких взлетно- посадочных полос, в том числе и грунтовых.
По состоянию на июль 2011, в эксплуатации находится 443 самолёта Beechcraft 1900 (всех модификаций). Среди них — 137 машин серии 1900C; главные эксплуатанты Alpine Air (9 самолётов), Ameriflight (22) и Pacific Coastal Airlines (6), кроме того — 50 других авиакомпаний с меньшим числом самолётов. В эксплуатации находятся 306 машин серии 1900D; эксплуатанты — а/к Air Georgian (14), Central Mountain Air (14), Eagle Airways (18), Great Lakes Airlines (31), Gulfstream International Airlines (22), SEARCA (14) Solenta Aviation (6), SonAir (11), Twin Jet (10) и Wasaya Airways (6), также около 100 других авиакомпаний с меньшим числом самолётов.
Самолёт эксплуатируется также военными ведомствами ряда стран.

## Летно-технические характеристики
Экипаж: 1 (2 для пассажирских перевозок)
Пассажировместимость: 19
Длина: 17,62 м
Размах крыльев: 17,64 м
Максимальный взлетный вес: 7764 кг
Силовая установка: 2×ТВД Pratt & Whitney Canada PT6A-67D, мощность 1279 л. с. каждый
Крейсерская скорость: 518 км/ч на высоте 6100 м
Дальность с полной загрузкой: 707 км
Перегоночная дальность: 2306 км
Практический потолок: 7620 м

## Аварии и катастрофы
По данным портала Aviation Safety Network, по состоянию на 30 января 2025 года в общей сложности в результате катастроф и серьёзных аварий были потеряны 44 самолёта Beechcraft 1900. Beechcraft 1900 пытались угнать 3 раза, при этом погиб 1 человек. Всего в этих происшествиях погибли 291 человек.
| Дата       | Бортовой номер | Место происшествия | Жертвы  | Краткое описание |
| ---------- | -------------- | ------------------ | ------- | --- |
| 23.11.1987 | N401RA         | Хомер              | 18/21   | Разбился сразу после взлёта из-за смещения центра тяжести. |
| 18.05.1990 | RP-C314        | Манила             | 4+21/21 | Во время взлёта отказал двигатель. Упал на дом при возвращении в аэропорт из-за потери скорости. |
| 21.08.1990 | 1905           | Юньлинь            | 18/18   | Военный борт. Разбился во время непогоды. |
| 28.12.1991 | N811BE         | Блок               | 3/3     | Учебный полёт. Разбился из-за пространственной дезориентации КВС-инструктора. |
| 03.01.1992 | N55000         | Саранак-Лейк       | 2/4     | Врезался в холм при заходе на посадку. |
| 07.12.1995 | F-OHRK         | Порт-о-Пренс       | 20/20   | Врезался в гору. |
| 19.11.1996 | N87GL          | Куинси             | 2+12/12 | После приземления столкнулся с частным самолётом Beechcraft King Air 65A-90, который выполнял взлёт с другой ВПП, пересекающей ту, на которую сел Beechcraft 1900. |
| 13.08.1997 | N3172A         | Сиэтл              | 0/1     | Совершил жёсткую посадку, сломал стойки шасси и загорелся. |
| 30.07.1998 | F-GSJM         | Бискайский залив   | 1+14/14 | Столкнулся в воздухе с Cessna 177RG Cardinal из-за невнимательности обоих экипажей. |
| 04.01.1999 | C-FGOI         | Кот-Нор            | 0/12    | Приземлился на поверхность замёрзшей реки из-за ошибок экипажа. |
| 11.02.1999 | N31240         | Сент-Мэрис         | 0/1     | Разбился при заходе на посадку. |
| 12.08.1999 | C-FLIH         | Сет-Иль            | 1/4     | При заходе на посадку врезался в деревья. |
| 17.05.2000 | TR-LFK         | Моанда             | 3/10    | Разбился при заходе на посадку в тумане. |
| 17.05.2000 | S9-CAE         | Уила               | 16/17   | Врезался в гору в сложных метеоусловиях. |
| 14.09.2001 | C-GSKC         | Сент-Джонс         | 0/2     | Совершил жёсткую посадку. |
| 14.05.2002 | N151GL         | Гранд-Айленд       | 0/0     | Сгорел в ангаре. |
| 14.05.2002 | N262GL         | Гранд-Айленд       | 0/0     | Сгорел в ангаре. |
| 09.12.2002 | N127YV         | Мина               | 3/3     | Разбился в горах в условиях сильной облачности. |
| 08.03.2003 | N233YV         | Шарлотт            | 21/21   | Разбился сразу после взлёта из-за нарушения центровки и неисправности руля высоты. |
| 29.04.2003 | TR-LFQ         | Киншаса            | 0/15    | Получил серьёзные повреждение после того, как выкатился за пределы взлётной полосы. |
| 26.08.2003 | N240CJ         | Хайаннис           | 2/2     | Разбился из-за технической неисправности. |
| 28.01.2004 | 7T-VIN         | Гардая             | 1/5     | Приземлился раньше ВПП. |
| 16.03.2004 | N27RA          | Тонопа             | 5/5     | Рухнул на землю во время захода на посадку после внезапной смерти пилота. |
| 01.04.2004 | N149CJ         | Хартфорд           | 0/16    | После приземления врезался в бензовоз. |
| 22.10.2004 | N79YV          | Нью-Провиденс      | 0/10    | Сел на мелководье из-за потери мощности двигателей. |
| 06.07.2007 | 5Y-BTT         | Найроби            | 0/21    | Выкатился за пределы взлётной полосы. |
| 14.01.2008 | N410UB         | Лихуэ              | 1/1     | Рухнул в воду из-за пространственной дезориентации пилота. |
| 22.02.2008 | N305PC         | Кайента            | 0/20    | Выкатился за пределы взлётно-посадочной полосы. |
| 15.03.2008 | 5N-JAH         | Кросс-Ривер        | 3/3     | Пропал в горах. Обломки были найдены 30 августа. |
| 02.05.2008 | 5Y-FLX         | Румбек             | 21/21   | Разбился при невыясненных обстоятельствах (предположительно, отказали оба двигателя). На борту находился один из командиров Народной армии освобождения Судана, первый министр обороны в правительстве Южного Судана Доминик Дим Денг с женой. По другим данным, погибли 24 человека. |
| 23.05.2008 | N195GA         | Биллингс           | 1/1     | Разбился во время набора высоты. |
| 01.09.2008 | ZS-OLD         | Букаву             | 17/17   | Врезался в гору в сложных метеоусловиях. |
| 09.11.2009 | 5Y-VVQ         | Найроби            | 1/2     | Разбился во время возвращения в аэропорт из-за проблем с двигателем. |
| 21.01.2010 | N112AX         | Санд-Пойнт         | 2/2     | Упал в воду сразу после взлёта. |
| 05.11.2010 | AP-BJD         | Карачи             | 21/21   | Разбился во время взлёта (предположительно, из-за проблем с двигателем). |
| 03.12.2010 | C9-AUO         | Мапуту             | 0/17    | Приземлился рядом с ВПП. Получил серьезные повреждения. |
| 25.09.2011 | 9N-AEK         | Катманду           | 19/19   | Разбился в сложных метеоусловиях. |
| 30.11.2011 | FAB-043        | Ла-Пас             | 0/7     | Получил серьёзные повреждения после жёсткой посадки. |
| 08.03.2013 | N116AX         | Диллингхем         | 2/2     | Врезался в гору. |
| 07.04.2013 | ZS-PHL         | Сан-Томе           | 1/1     | Пропал в море в 14 километрах от аэропорта Сан-Томе. |
| 11.02.2015 | YV1674         | Майами             | 4/4     | Разбился из-за проблем с двигателем. |
| 10.02.2016 | 4601           | Нейпьидо           | 5/5     | Разбился вскоре после взлёта. |
| 09.06.2021 | 4610           | Мьянма             | 12/14   | Разбился. |
| 29.01.2025 | 5X-RHB         | Юнити              | 20/21   | Разбился при взлёте, вскоре после вылета с нефтяного месторождения. |